# Estany Gento
L'Estany Gento és un estany d'origen glacial que es troba a 2.141 m d'altitud, a la capçalera del riu Flamisell, a la vall Fosca (Pallars Jussà), en el terme municipal de la Torre de Cabdella. La seva superfície és de 28 hectàrees i el volum de l'aigua continguda és de 4,24 hectòmetres cúbics. El nom Gento ve l'occità i català antic gent, genta, 'gentil, bonic', amb la forma acabada en -O del precatalà pallarès

## Descripció

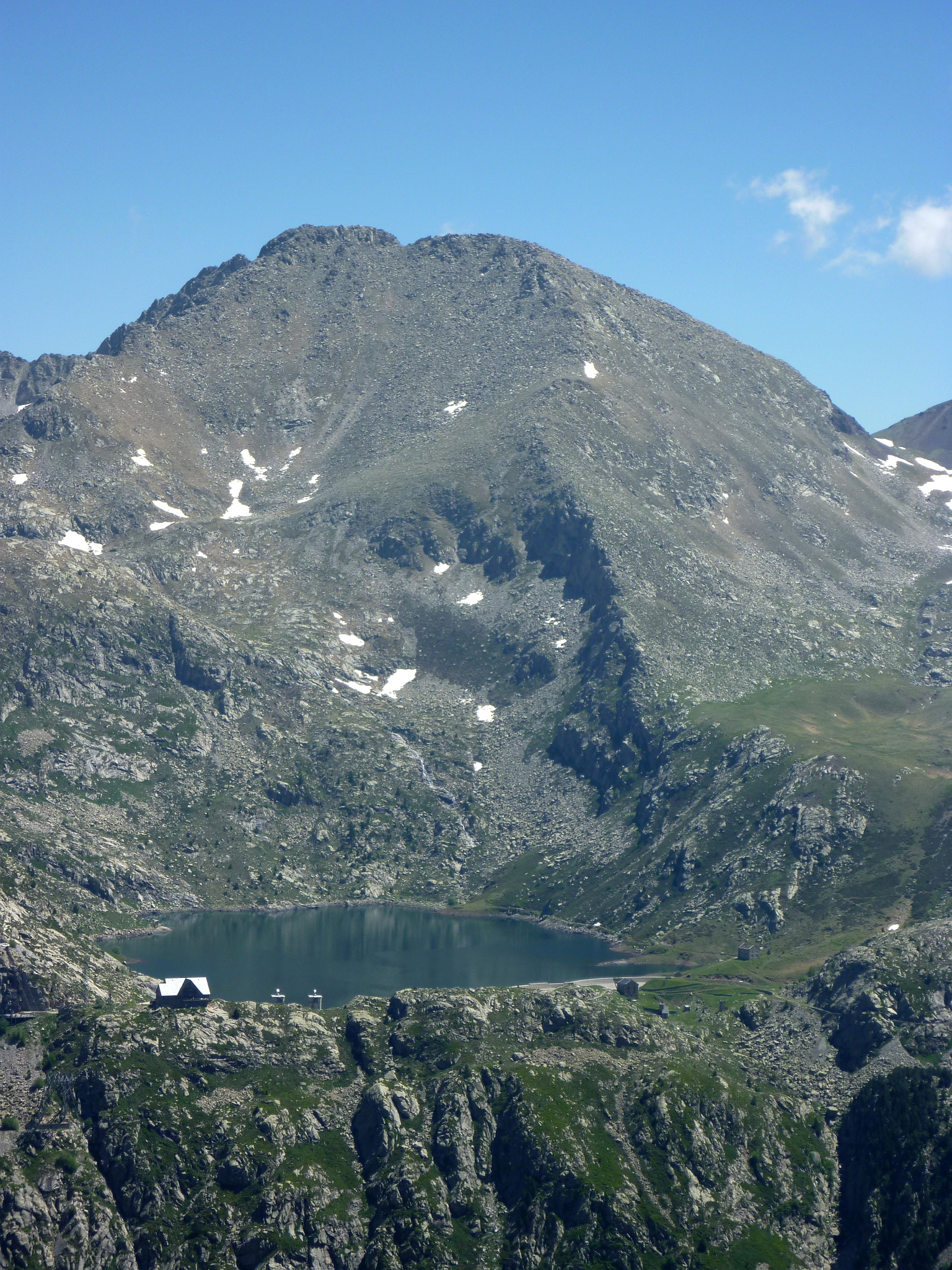
Cubeta glacial de l'estany penjada sobre el circ de Sallente

És un dels estanys del circ lacustre dels Jous. El situat a menys altura de tots ells. Ocupa el centre d'una perfecta cubeta glacial, excavada sobre roca granítica, que presenta la clàssica forma d'amfiteatre. Els vessants que el tanquen pel nord i nord-oest són les del sòcol que sustenta les cubetes lacustres superiors i tenen les roques polides pel pas de pretèrites glaceres. La Pala Pedregosa de Llessui la presideix i tanca per l'est, mentre que un contrafort que es desprèn de la Pala (el Serrat del Bony de Cornera) l'encercla pel sud-est i mostra un tipus d'erosió més enèrgica que la del vessant oposat, amb abundància de tarteres.

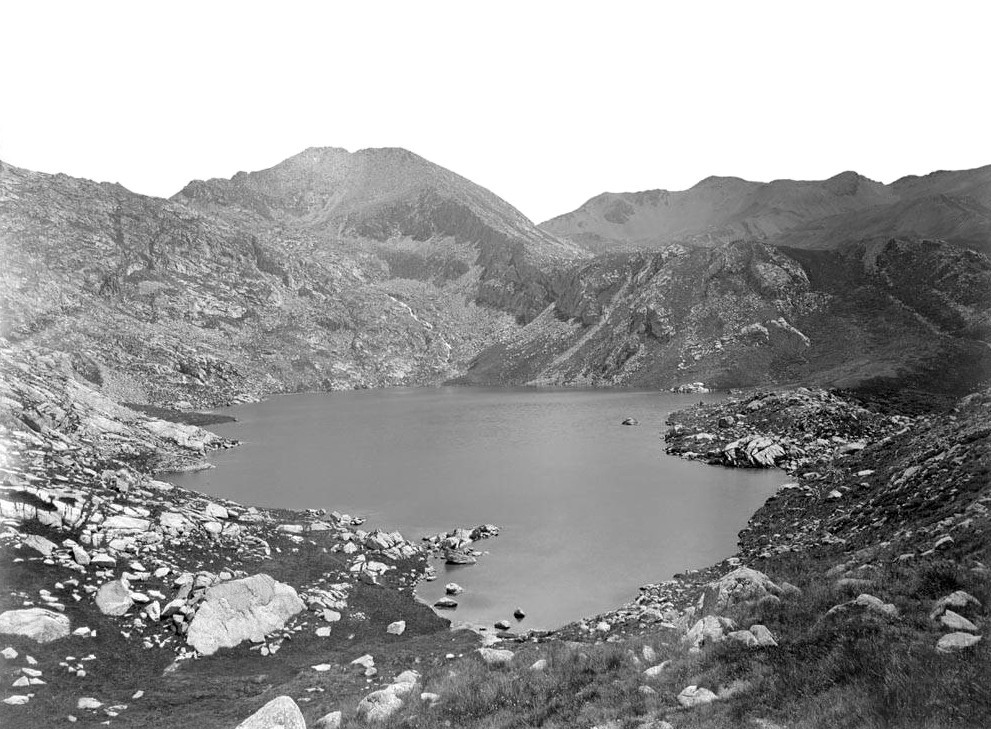
Una imatge de l'Estany Gento del 1888.

L'amfiteatre s'obre del tot cap al sud-oest i només un petit ressalt rocallós de no més de 30 metres d'alçada el tanca en part formant el llindar de la cubeta glacial. Aquest ressalt queda interromput cap a llevant per la sortida d'aigües de l'estany on l'any 1914 es va construir una presa de 199 metres de longitud i 20 d'alçada màxima destinada a augmentar la seva primigènia capacitat. Sota d'ella s'inicia el Torrent d'Estany Gento que immediatament es despenja per la muralla del circ de Sallente i desguassa a l'embassament de Sallente, 370 metres més avall.
L'estany mesura 812 metres de llargada per 440 d'amplada. Té forma trapezoidal. La seva superfície és de 25,8 Ha, amb una cabuda de 3,24 hm³. És un perfecte exemple de cubeta glacial penjada sobre la vall subsidiària.

## Funció hidrològica
Dins el complex hidroelèctric de Cabdella, l'Estany Gento té una especial rellevància: és el receptor dels recursos hídrics de tots els estanys de la conca lacustre de la capçalera del Flamisell, a excepció de l'Estany Tapat. Un canal subterrani que té inici a l'Estany Fosser agafa les aigües d'aquest estany (al que prèviament hi han arribat, procedents dels circs de la Coma de Mig i de Cogomella, a través d'una altra galeria subterrània), i després de recollir els cabals del torrent de Sallente i del circ Tort-Morto, les aboca a l'Estany Gento, molt a prop del telefèric, formant una bella i, habitualment, cabalosa cascada.

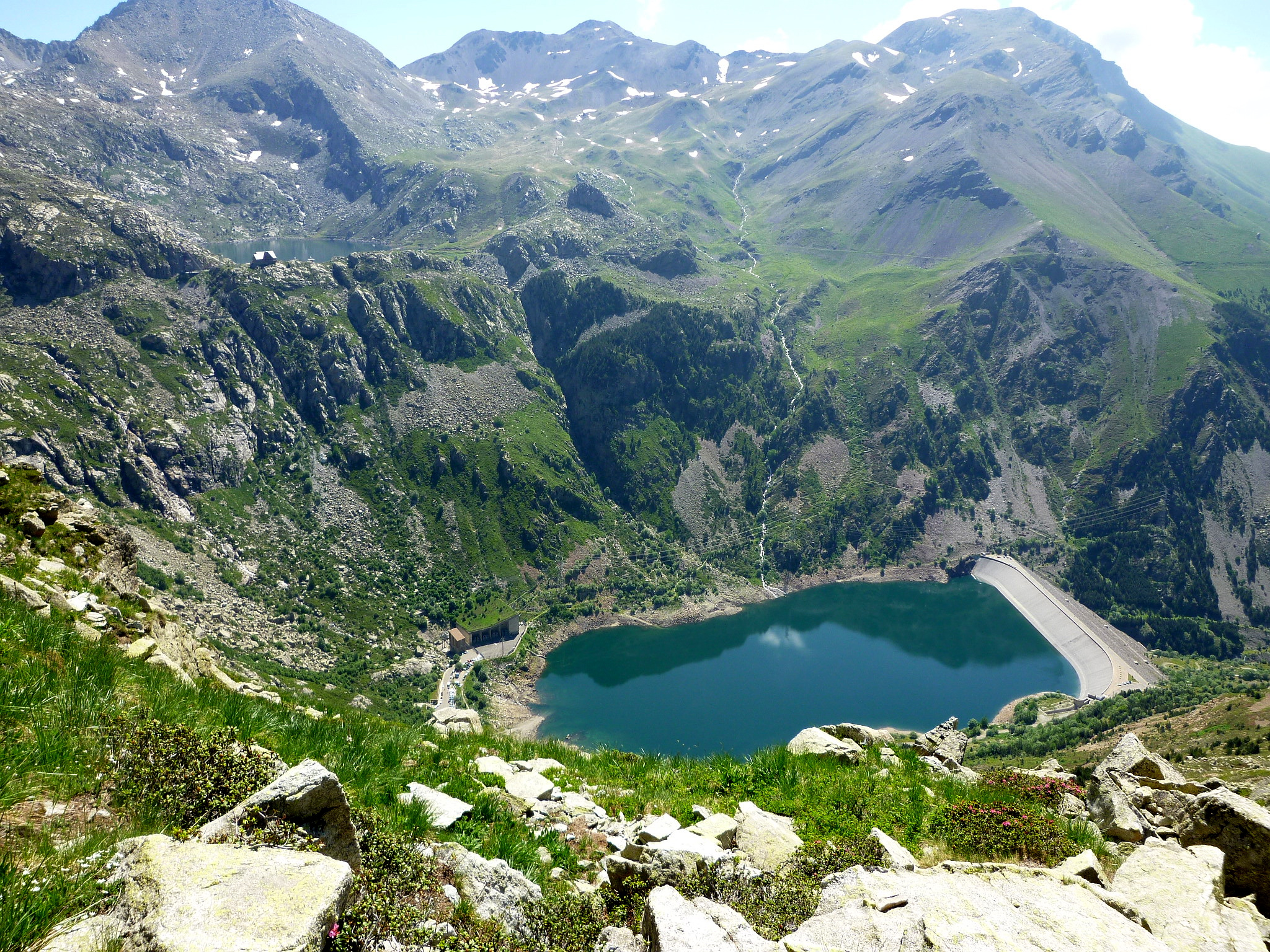
Circ de Sallente des del camí de la collada de Font Sobirana (Imatge amb anotacions)

Totes les aigües fan cap a l'Estany Gento

També a través d'un canal subterrani s'aboquen a l'Estany Gento les aigües dels estanys Mar i Colomina, del circ dels Jous. Les de l'estany Frescau, quan està totalment ple, vessen pel sobreeixidor de la seva presa i baixen cap a l'Estany Gento resseguint un dret barranc al peu de la Pala Pedregosa. I per tal d'aprofitar tots els recursos a l'abast, fins i tot es desvia cap a l'estany, mitjançant un petit canal a cel obert, el cabal del barranc de la Coma d'Espòs, al sud de l'estany.
De l'Estany Gento surt un canal de conducció cobert de 5 km, amb un desnivell de només de 6 metres, que porta les aigües fins a la cambra d'aigües de la Central hidroelèctrica de Capdella, que aprofita el salt de 836 metres.
Tot aquest sistema es va projectar l'any 1911 i el 1914 ja estava en funcionament.
L'any 1985 s'inaugurà la central hidroelèctrica Estany Gento-Sallente, amb una potència de 415 MW, que és la primera central reversible, o de bombament pur –i la més potent de totes les hidràuliques-, dels Països Catalans. La central, així com tot el sistema de canonades forçades, túnels de presa i sortida d'aigües, etc., és subterrània, excavada a la roca. Es va construir la presa del pantà de Sallente que és l'embassament inferior del sistema reversible. L'estany Gento n'és el superior. Al començament de les obres es va instal·lar el telefèric de Sallente-Estany Gento, capaç de portar fins a 25.000 kg, per tal de pujar els materials.
Amb aquesta nova funció, el nivell de l'aigua embassada a l'Estany Gento té constants fluctuacions. Minva quan la central turbina i produeix electricitat i puja quan les mateixes turbines bomben l'aigua i la retornen a l'embassament superior.
En les centrals de bombament és convenient per una òptima utilització que els dos dipòsits tinguin una cabuda similar. En el cas de l'Estany Gento - Sallente, els embassaments tenen una cabuda de 3 Hm³ i 5 Hm³, respectivament. Per tal d'igualar-los s'ha projectat un recreixement de la presa de l'Estany Gento amb uns 8 metres més i, aprofitant el desnivell més gran, disposar una minicentral de 980 kW en la captació d'aigües de Cabdella.

## Climatologia
Com a cosa curiosa l'Estany Gento va registrar la temperatura mínima registrada a Catalunya i a l'Estat Espanyol el 2 de febrer de 1956, -32 °C.
| Dades climàtiques a Estany Gento        | Dades climàtiques a Estany Gento | Dades climàtiques a Estany Gento | Dades climàtiques a Estany Gento | Dades climàtiques a Estany Gento | Dades climàtiques a Estany Gento | Dades climàtiques a Estany Gento | Dades climàtiques a Estany Gento | Dades climàtiques a Estany Gento | Dades climàtiques a Estany Gento | Dades climàtiques a Estany Gento | Dades climàtiques a Estany Gento | Dades climàtiques a Estany Gento | Dades climàtiques a Estany Gento |
| Mes                                     | gen                              | febr                             | març                             | abr                              | maig                             | juny                             | jul                              | ag                               | set                              | oct                              | nov                              | des                              | anual                            |
| --------------------------------------- | -------------------------------- | -------------------------------- | -------------------------------- | -------------------------------- | -------------------------------- | -------------------------------- | -------------------------------- | -------------------------------- | -------------------------------- | -------------------------------- | -------------------------------- | -------------------------------- | -------------------------------- |
| Màxima mitjana °C (°F)                  | −0.1 (31.8)                      | 0.1 (32.2)                       | 3.1 (37.6)                       | 5.4 (41.7)                       | 9.2 (48.6)                       | 13.7 (56.7)                      | 17.1 (62.8)                      | 16.2 (61.2)                      | 12.8 (55)                        | 7.5 (45.5)                       | 2.7 (36.9)                       | 0.2 (32.4)                       | 7.3 (45.1)                       |
| Mitjana diària °C (°F)                  | −3.6 (25.5)                      | −3.6 (25.5)                      | −1.5 (29.3)                      | 0.9 (33.6)                       | 4.7 (40.5)                       | 9.3 (48.7)                       | 12.6 (54.7)                      | 11.8 (53.2)                      | 8.9 (48)                         | 4.4 (39.9)                       | −2.7 (27.1)                      | −9.8 (14.4)                      | 3.4 (38.1)                       |
| Mínima mitjana °C (°F)                  | −8.3 (17.1)                      | −8.7 (16.3)                      | −6.4 (20.5)                      | −4.3 (24.3)                      | 0.0 (32)                         | 4.1 (39.4)                       | 7.2 (45)                         | 6.9 (44.4)                       | 4.5 (40.1)                       | 0.2 (32.4)                       | −4.0 (24.8)                      | −7.0 (19.4)                      | −1.3 (29.7)                      |
| Mínima rècord °C (°F)                   | —                                | −32.0 (−25.6)                    | —                                | —                                | —                                | —                                | —                                | —                                | —                                | —                                | —                                | —                                | −32.0 (−25.6)                    |
| Precipitació mitjana mm (polzades)      | 71.3 (2.807)                     | 74.0 (2.913)                     | 102.1 (4.02)                     | 98.3 (3.87)                      | 139.9 (5.508)                    | 133.1 (5.24)                     | 83.5 (3.287)                     | 116.9 (4.602)                    | 140.2 (5.52)                     | 135.8 (5.346)                    | 123.5 (4.862)                    | 89.4 (3.52)                      | 1.308 (51,496)                   |
| Mitjana de dies de pluja                | 2                                | 3                                | 3                                | 6                                | 10                               | 13                               | 9                                | 10                               | 11                               | 8                                | 4                                | 3                                | 82                               |
| Mitjana de dies de neu                  | 6.9                              | 7.4                              | 9.0                              | 6.2                              | 3.7                              | 0.5                              | 0                                | 0                                | 0.3                              | 1.3                              | 6.1                              | 8.0                              | 49.4                             |
| Font: Geografia general*. III. El clima |                                  |                                  |                                  |                                  |                                  |                                  |                                  |                                  |                                  |                                  |                                  |                                  |                                  |

## Altres dades de l'indret

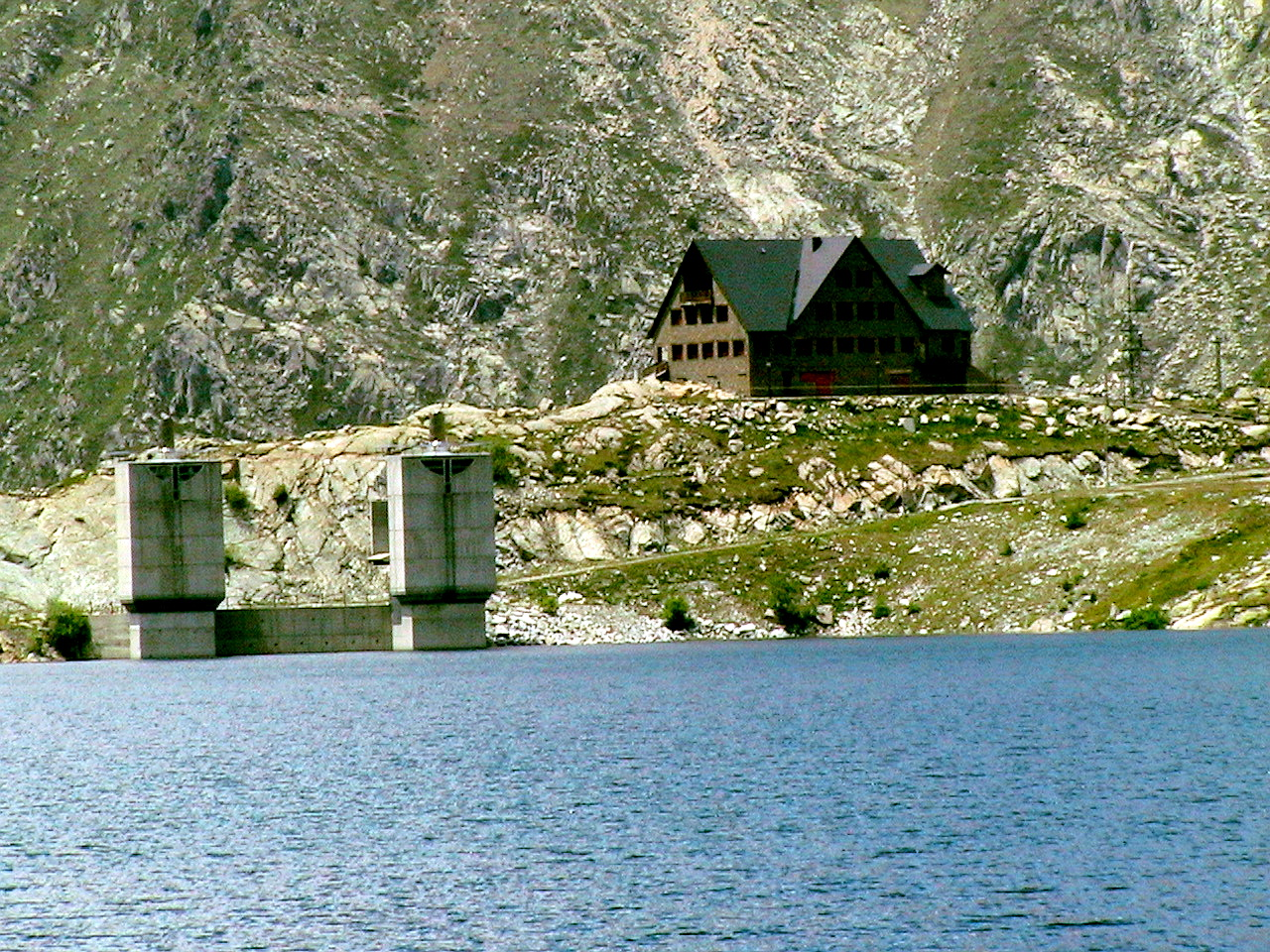
Alberg-refugi de l'Estany Gento

Al costat de l'estació superior del telefèric de l'Estany Gento, sobre un promontori al llindar de l'estany, hi ha un alberg gestionat, com el telefèric, durant els mesos juliol-setembre, pel Patronat Municipal de Turisme de la Vall Fosca. A l'edifici hi ha un punt d'informació sobre el Parc Nacional d'Aigüestortes i Estany de Sant Maurici, ja que l'indret és considerat com l'entrada sud del parc. També s'hi ha disposat un refugi lliure, obert tot l'any, a disposició dels excursionistes.
Prop seu hi ha una estació meteorològica on l'any 1956 es va donar la temperatura més baixa mai registrada a la història de l'estat espanyol segons la "Agencia Estatal de Meteorología", amb -32,0º.

## Com anar-hi
Tres són les rutes normals per pujar a l'Estany Gento:
- Des de Sallente (42° 30′ 25.61″ N, 0° 59′ 24.28″ E / 42.5071139°N,0.9900778°E) amb el telefèric. Cal informar-se dels horaris.
- Des de Sallente o des de la coronació de la presa (42° 30′ 1.29″ N, 0° 59′ 36.56″ E / 42.5003583°N,0.9934889°E) remuntant per la canal de Pigolo fins a les vies del carrilet, a la Coma d'Espòs i seguint les vies fins a l'estany. 380 metres de desnivell. Sender molt cuidat i ben senyalitzat. És l'opció més recomanable: es gaudeix d'unes excel·lents vistes del circ de Sallente i dels cims que l'envolten, es pot contemplar una gran varietat de flora alpina i observar la geologia de l'indret: com es passa dels colors ferruginosos i formes arrodonides del Devonià als colors clars, crestes i cims aguts de la zona granítica.
- Des de la cambra d'aigües de Cabdella (42° 28′ 21.06″ N, 1° 0′ 47.25″ E / 42.4725167°N,1.0131250°E) (accessible amb 4x4 des d'Espui ó Llessui): seguir les vies del carrilet fins a l'estany. Recorregut de 5 km totalment pla.

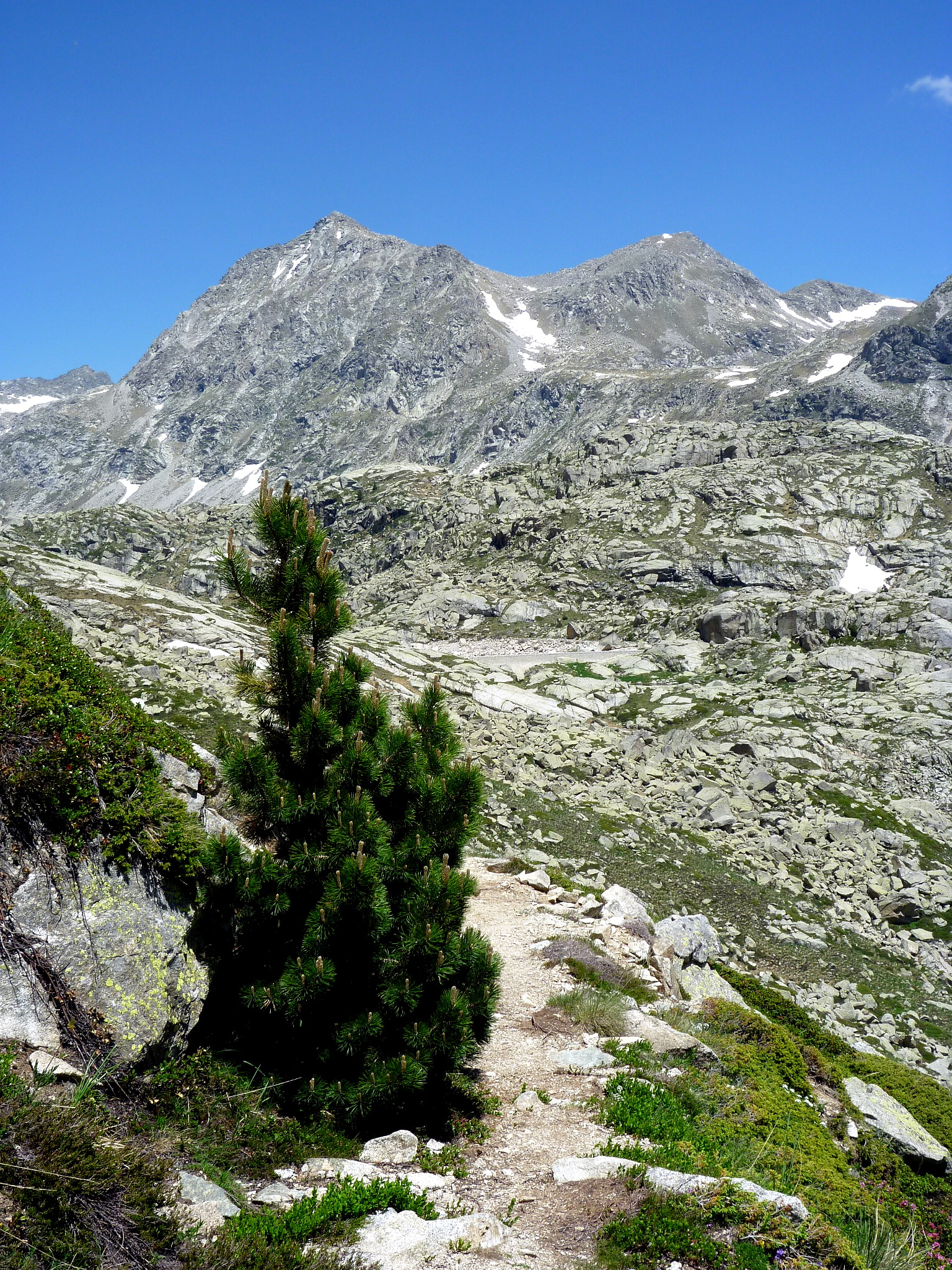
Camí de la collada de Font Sobirana (Imatge amb anotacions)

## Rutes
De l'Estany Gento parteixen molts camins de ferradura, construïts durant les obres de 1914, que ara permeten accedir amb facilitat als diversos indrets de la conca lacustre. Citarem els següents:
- A l'estany Fosser, Collada de Font Sobirana i estanys Morera, Grenui i Reguera. De l'estany Morera un sender baixa a l'estany Tapat. Les vistes des de la collada són excepcionals.
- Als estanys Tort, Nariolo i Cubieso, i, ja sense camí, estanys de Castieso i Morto. Sens dubte una de les concentracions d'estanys més grans de tot el Pirineu.
- Als estanys Tort, Colomina (i el seu Refugi), Mar i Saburó. Probablement, el camí més fressat de tots, almenys fins al refugi de Colomina. Des del refugi Colomina s'accedeix a l'estany Frescau.
- Un sender rodeja l'Estany Gento pel seu marge sud-est fins al torrent que baixa del Frescau. Molt aconsellable per obtenir diverses perspectives de l'estany. Recorregut farcit de flors alpines.